# Корона святого Иштвана
Корона Святого Иштвана (венг. Szent Korona) — традиционная корона венгерских королей, она же Корона святого Стефана, признаваемая одним из главных символов венгерской государственности. Она и сегодня считается священной (см. ниже), отсюда второе название — «Святая корона Венгрии».

## Описание короны
Корона имеет высоту 127 мм, диаметр нижней части – от 204 до 216 мм, периметр – 720 мм. Изготовлена из золота с применением техники филиграни, украшена драгоценными камнями-кабошонами, жемчугом и 27 (первоначально – 28) пластинами с орнаментальными мотивами и фигуративными изображениями в технике выемчатой эмали, в том числе двумя – Христа Пантократора. Состоит из двух частей. Верхняя часть имеет полусферическую форму и представляет собой 2 перекрещённые скобы, которые установлены на нижнюю часть короны в виде округлого замкнутого обода. Увенчана покосившимся крестом.
Верхняя часть, украшенная изображениями восьми апостолов и Христа Пантократора, содержит латинские надписи; нижняя, с образами христианских святых, ещё один образ Пантократора и византийских правителей, – греческие, потому 2 части короны именуются соответственно «латинской» (лат. corona latina) и «греческой» (лат. corona graeca) коронами (Molnár. 2019. Old. 14).
Характер рисунков, техника изготовления и состав эмалей дают основания полагать, что они изготовлены в армянской мастерской в начале IV века.

## История короны
Согласно легенде, включенной в начале XII века в «Житие святого Иштвана» епископа дьёрского Хартвика, корона была передана  в Венгрию папой Сильвестром II в 1001 году и возложена папским легатом архиепископом Эстергомским Астриком на голову Иштвана I, впоследствии канонизированного, при провозглашении его королём в 1000/1001 году. По сообщению Титмара Мерзебургского, в 1000 г. Иштван принял корону и помазание «по милости и по побуждению императора» Оттона III, чей двоюродный дядя – герцог Генрих Баварский, выдал за венгра свою дочь Гизеллу (Thietmar von Merseburg. 1807. P. 100).
При этом первоначально папа, якобы, собирался направить корону Мешко I (князь Польши в 960-992 гг), однако изменил своё решение под увещеванием ангелов, явившихся к нему во сне (Stiltingh. 1767. P. 349–353). В народных преданиях фигурируют версии о том, что корона:
- изготовлена для Иисуса Христа, чтобы после его Воскресения короновать его как Царя Мира;
- привезена в Европу Атиллой, захватившим ее в Армении или Грузии, от которого она попала к аварам, у которых в 795 г. ее отнял короновавшийся ею Карл Великий. Корона была помещена в его могилу, но Оттон III по просьбе папы Сильвестра II извлек ее и передал для коронации Иштвана.
Историки спорят, сохранилась ли до наших дней та корона, которую прислал папа Сильвестр II. По одному из преданий, в 1038 году после смерти Иштвана I, когда Венгрия на короткое время утратила независимость, его корона попала в руки императора Генриха III, вывезшего ее в Рим, где она и затерялась. По более распространенной версии, в 1075 году корона Иштвана I вывезена из Венгрии беглым королём Шаламоном (сыном короля Андраша и Анастасии, дочери Ярослава Мудрого), после чего утрачена. Данной точки зрения придерживается Г. Палфи (Палфи. 2019. С. 24).
Преемник Шаламона Геза I в 1075 г., получивший от византийского императора Михаила VII Дуки титул кесариона, короновался полученной от императора новой короной – диадемой с препендулиями. Диадема имеет форму, характерную для венцов кесаря и патрикия, указывая на несколько более низкий, чем у византийского императора, статус короля Венгрии. Украшающие диадему пластины, выполненные в технике эмали, содержат изображения Иисуса, ангелов, Михаила Дуки и расположены так, чтобы продемонстрировать подчиненность ангелов Христу, а Гезы — византийскому императору.
Существует также предположение о принадлежности диадемы Синнадене — дочери Феодула Синаденоса и сестры греческого патрикия Никифора Вотаниата (ставшего в 1078 году византийским императором), ставшей женой Гезы в 1074 г. (историк П. Кербль предложил период между 1064 и 1067 годами).
По распространенной легенде (отраженной, в частности, в фильме «Священная корона[венг.]» (Венгрия, 2001)), после смерти короля Гезы, воцарения Ласло (1077 г.) и канонизации Иштвана I (1083 г.) была вскрыта гробница последнего, из которой якобы извлечена его корона, соединенная с короной (диадемой) Гезы в результате чего появилась Священная корона венгерских королей, которой был коронован Ласло. Версии об использовании частей первоначальной короны Иштвана I при создании существующей короны придерживается Э. Эсеньи (Eszenyi. 2019).
В то же время, верхняя часть короны - перекрестие, на котором укреплен крест, предположительно является работой венецианских ювелиров. По одной версии, она первоначально служила реликварием для мощей святого Иштвана. По другой версии, на обоснованность которой указывает форма перекрестия, верхняя часть короны представляет собой «звездицу» (символизирующий Вифлеемскую звезду и используемый в проскомидии предмет церковной утвари, размещаемый на дискосе).
Более того, в том виде, в котором корона известна сегодня (диадема под перекрестием), она появляется значительно позже правления Ласло: присоединение «латинской» короны (перекрестия) к «греческой» короне (диадеме) относится лишь к правлению Кальмана I Книжника на рубеже XI–XII вв. либо же к правлению Белы IV в XIII в. (Tóth. 2014. Old. 85). Также имеет хождение версия о том, что корона Иштвана I нашлась и была объединена с короной Гезы в правление Иштвана III  (1162-1172 гг).
Позже корона была увенчана крестом. Крест в настоящее время погнут - наклонен в сторону (и в таком виде изображается на венгерском гербе). Существует легенда о том, что во время перипетий 1439 г., последовавших за смертью Альбрехта Габсбурга, корона была выкрадена по приказу вдовы Альбрехта Елизаветы Люксембургской ее камеристкой Еленой Коттанер[англ.]  и вместе с сыном покойного, новорожденным королем Ласло V (Ладиславом Постумом), тайно вывезена из Венгрии. Согласно легенде, популярной ныне среди венгров, чтобы вынести из дворца, корону спрятали в ларце и закрыли его. Всё делалось в спешке и из-за этого случайно погнули крышкой венчавший её крест, а уже позже, в память о произошедших событиях, выравнивать его не стали. И в таком виде он стал запечатлеваться на всех гербах, а уже позже — печатях и документах венгерской монархии.
В то же время, вплоть до 2 пол. XVI в. крест на короне изображался ровно, без наклона. Более того, на ряде изображений он показан двойным, как на гербе Венгрии. В связи с этим интерес представляет другая версия, по которой оригинальный крест являлся реликварием с частицей Святого Креста, но в 1551 г. вдова Яноша I Запольяи, Изабелла Ягелонка отломала его и заменила копией, передав оригинал своему сыну - Яношу II Запольяи (титулярный король Венгрии в 1540-1570 гг.), который носил его, как оберег. Позднее реликвия досталась Стефану Баторию, а тот подарил её германскому императору Рудольфу II. Дальше следы оригинального креста теряются.
Венгерское законодательство постулировало, что власть короля является законной только при соблюдении им трех условий: во-первых, он должен быть коронован только короной св.Иштвана; во-вторых, короновать его должен только глава венгерской церкви, архиепископ Эстергомский; в-третьих, коронация должна непременно состояться в г. Фехервар (Секешфехервар). Так, после пресечения династии Арпадов в 1301 году корону оспаривали Ласло (Вацлав III Чешский) и Карл Робер Анжуйский. Коронованы были оба, но: Карла Роберта короновали не в Фехерваре, а в Эстергоме, и вместо короны св. Иштвана I использовалась специально изготовленная корона, а Вацлава короновали короной св. Иштвана I в Фехерваре, но не архиепископ Эстергомский, а архиепископ Калочаи, что явилось основанием для оспаривания легитимности обоих претендентов.
Для коронации новый король был обязан выехать на поле возле столицы (Буды, а после ее захвата турками с 1536 года и вплоть до конца XIX века – Братиславы) в полных королевских регалиях и там, взмахнув мечом на четыре стороны света, дать клятву защищать границы Королевства Святого Стефана (обряд соблюдался еще при коронации Марии-Терезии).
Корона применялась исключительно для коронации королей Венгрии (иногда сообщается, что принадлежала 55 венгерским королям) и хранилась сначала в месте коронации – замке Секешфехервар, в 15 в. – в замке Вишеград (Венгрия). За это время она неоднократно терялась, находилась и не менее 11 раз покидала Венгрию. Так, во время вторжения татаро-монголов в 1241 году Бела IV вывез корону в г.Спалато (ныне Сплит, Хорватия), а затем в замок Клис на о. Трау (ныне Трогир, Хорватия).
После того, как на престоле в 1301 г. утвердился Вацлав Чешский, он вывез корону в Прагу, однако, заняв престол Чехии в 1305 г. передал венгерскую корону баварскому герцогу Оттону III Виттельсбаху, принявшему имя Бела V. По легенде, Бела V потерял корону св. Иштвана I в болоте и нашел ее только на следующий день.
В 1307 г. корона перешла к Анжуйской династии в лице Кароя I (Карла Роберта Неаполитанского), который был коронован ею в 1310 г. После  
Кароя II (Карла III Неаполитанского) и наследовавшего ему римского императора и чешского короля Жигмонда (Сигизмунда) Люксембургского корона в 1437 году перешла к Габсбургам.
После Ласло V корона в 1458 г. перешла к Матьяшу I  Хуньяди, затем в 1490 г. к Ягеллонам (Уласло II и Лайошу II (Людовику II)), а в 1526 г. к Яношу I Запольяи. Одновременно с ним другая партия избрала королем Фердинанда I  Габсбурга. В результате последовавшей войны и вторжения турок, корона попала к падишаху Сулейману I Кануни, который вернул ее Яношу I, назначив его князем Трансильвании. После его смерти, в 1549 г. Фердинанд I добился от Изабеллы Ягеллонки, оставшейся регентшей при новорожденном Яноше II, выдачи короны. После того, как Изабелла, вероятно, отломив от короны венчавший ее крест, выдала ее Габсбургам, за последними закрепился титул королей Венгрии. При этом сын Яноша I, Янош II стал первым королем Венгрии, который не был коронован короной св. Иштвана I.
Вторым королем, который не короновался ею, но по личным соображениям (пренебрег коронацией в Фехерваре), стал Йожеф I (Иосиф I) Габсбург, получивший в этой связи у венгров прозвище «шляпочник».
В правление Габсбургов корона хранилась в Пресбурге (ныне Братислава), а с 1780 г. – в королевской сокровищнице Венгрии в Буде. При этом в 1608 г. государственное собрание в Пресбурге запретило её вывоз из королевства. Тем не менее, Г. Палфи установил, что в правление Леопольда I (1657–1705), в 1663 г., а также в 1683 и 1703 гг., корона вывозилась в Вену «в условиях военной угрозы» и «по настоянию выбранных венгерскими сословиями хранителей короны и с ведома первых лиц государства» (Палфи. 2019. С. 25), а в 1784 г. Йожеф II (император Иосиф II) незаконно вывез корону в Вену Вены вопреки воле венгерских сословий (впоследствии была возвращена в Буду).
Во время войны с Наполеоном, в 1805-1806 гг корону укрывали в политической тюрьме - в расположенном в Карпатах Мукачевском замке.
Во время венгерского восстания, 30 декабря 1848 г. короной завладел антигабсбургский Комитет обороны, возглавляемый Л. Кошутом. Предчувствуя скорый разгром, венгерские повстанцы закопали корону в Оршове на территории Венгерского королевства (ныне Румыния). В 1853 г. она была обнаружена майором Т. Каргером и доставлена в Вену для показа Ференцу Йожефу (император Франц Иосиф I), после чего была возвращена в Буду (Radvánszky. 1972. S. 35–36).
Последним королем Венгрии, которого венчали короной святого Иштвана, стал Карой (Карл) IV Габсбург - 30 декабря 1916 года. Тогда в Буде для короны, которую охраняли 24 человека, выделили специальную комнату во дворце. Отрекся Карл IV в ноябре 1918 года.
В период Венгерской народной республики, Венгерской советской республики, регентства Миклоша Хорти и Ференца Салаши корона оставалась в Будапеште.
В марте 1945 г. сторонники Салаши («Скрещённые стрелы») при пособничестве гитлеровцев вывезли корону в Австрию, где спрятали в бочке в мазутом, а затем в Германию. После разгрома гитлеровской Германии соответствующий регион оказался в американской зоне оккупации.
Корона была обнаружена военнослужащими США и в 1953 г. была доставлена самолётом в хранилище золотых запасов США (Форт Нокс) (штат Кентукки). Лишь после венгерско-американских переговоров в соответствии с договором между США и Венгерской Народной Республикой корона возвращена 4 января 1978 г. в Будапешт (Палфи. 2019. С. 33–35).
С 1 января 2000 года (по случаю празднования 1100-летия государственности Венгрии) корона выставляется в центральном купольном зале Парламентского дворца в Будапеште. Первые двадцать минут каждого часа у коронационных регалий в здании парламента стоит почётный караул в исторической униформе.

## Значение короны
Корона издавна считалась символом венгерской государственности.
Начиная с правления Шаламона власть в Венгрии формально принадлежала короне св. Иштвана I. Данное положение документально закреплено при Беле IV. Соответственно, территория королевства именовалась «землями Священной Короны».
«Венгерская Святая корона занимает буквальное, а не только метафорическое место в дебатах о суверенности государства и власти короля».
В преамбуле Конституции Венгрии, принятой 25 апреля 2011 года, провозглашено:
Мы чтим достижения исторической конституции и Святую Корону, в которых воплощается перманентность конституционной государственности Венгрии и единство нации.
По мнению К. Шеппели, «с 1989 года конституционный статус Святой короны становился предметом активных дебатов несколько раз. Каждый раз Корона расширяла поле своего символического присутствия — она стала частью национального герба, а затем была перемещена в здание парламента, — однако всякий раз попытки её легализовать получали отпор. И только со вступлением в силу 1 января 2012 года новой конституции страны Корона наконец стала официальной частью конституционного устройства Венгрии».

## В кинематографе
История короны изложена в фильме «Священная корона» (Венгрия, 2001). Фильм охватывает период от последних лет правления венгерского короля Андраша I до правления Ласло I Святого. По сюжету картины, при Ласло I была вскрыта гробница первого короля Венгрии Иштвана и извлечена его корона. Затем эту корону соединили с коронационной короной Гезы I, подаренной ему византийским императором Михаилом VII Дукой. Так, по сюжету фильма, появилась легендарная священная корона венгерских королей, которой был первым коронован Ласло I Святой.